# Doves Bologna
La Polisportiva Stiassi Doves Srl, oggi Doves Bologna American Football, è una società di football americano italiana con sede nella città di Bologna.

## Storia

I Doves festeggiano il successo nel V Super Bowl Italiano, finale play-off della Serie A AIFA 1985, che valse il loro primo e fin qui unico scudetto.

Venne fondata nel 1982 da alcuni imprenditori e professionisti bolognesi, capitanati dalla famiglia Stiassi, proprietari dell'omonima azienda distributrice di prodotti cartari. Presidente e fondatore fu Giacomo Giovannetti, allora amministratore delegato della Stiassi SpA, mentre presidenti onorari furono, nell'ordine, Angelo Rodolfo Stiassi (deceduto nel 1985) e Paola Stiassi. Come simbolo della squadra fu scelta la colomba (dove in inglese), già nel "logo" storico della Stiassi (il fondatore Rodolfo Stiassi la volle associata alla scritta "pax in labore" in quanto simbolo dello Spirito Santo, a significare la benedizione sul lavoro), riveduta graficamente per la squadra da Fiorenzo Borghi, caricaturista del quotidiano cittadino Il Resto del Carlino.
Il primo anno di militanza nella massima serie italiana non porta grandi risultati in quanto i Doves riescono ad imporsi in una sola occasione. La guida per il campionato successivo è affidata a Jim Emery, il primo allenatore professionista in Italia, che in due anni, grazie anche al contributo di giocatori del calibro di Garry Pearson e Jerry Ghirardo, porta la squadra alla conquista del titolo italiano vincendo il Superbowl il 6 luglio 1985. Nel 1989, dopo alcune stagioni ai vertici delle classifiche, i Doves si fondono con l'altra società bolognese, gli Warriors.

Garry Pearson, protagonista negli anni d'oro dei Doves.

Nel gennaio 2007 i giocatori di allora, indossando nuove vesti da dirigenti, decidono di rifondare la società iscrivendola alla neonata IFL, avendo come presidente Michele Bonfiglioli e come presidente onorario Giacomo Giovannetti; dallo stesso anno cambia la compagine dirigenziale, con Giacomo Giovannetti che torna a essere presidente. I Doves tornano ai vertici nel 2009, raggiungendo la semifinale europea in EFAF Cup, e il 19º posto nel ranking europeo su circa 600 formazioni del panorama continentale. Nel 2010, dopo essere stati esclusi dal campionato IFL e dopo diverse vicissitudini colmate con una transazione davanti all'Alta Corte del CONI, dove vengono riconosciute le ragioni della società, i Doves disputano provvisoriamente il campionato di Arena giungendo alle semifinali della propria conference.
Dopo due stagioni poco esaltanti nella massima serie e costretti a rinunciare al campionato 2013, la società viene rilevata da una cordata composta da sedici ex giocatori, tutti campioni italiani e molti anche campioni d'Europa con la nazionale, con l'obiettivo di dare continuità alla tradizione sportiva delle Colombe, ripartendo dal campionato Under-19.

## Dettaglio stagioni

### Tornei nazionali

#### Campionato

##### Serie A/Serie A1/IFL
| Stagione | regular season | regular season | regular season | regular season | regular season | regular season | playoff | playoff | playoff | playoff | playoff | playoff          | playoff             |
|          | Vin            | Par            | Per            | Tot            | PF             | PS             | Vin     | Per     | Tot     | PF      | PS      | risultato        | avversaria          |
| -------- | -------------- | -------------- | -------------- | -------------- | -------------- | -------------- | ------- | ------- | ------- | ------- | ------- | ---------------- | ------------------- |
| 1983     | 1              | 0              | 9              | 10             | 68             | 209            | -       | -       | -       | -       | -       | -                | -                   |
| 1984     | 7              | 1              | 2              | 10             | 277            | 111            | 1       | 1       | 2       | 39      | 40      | Semifinale       | Frogs Busto Arsizio |
| 1985     | 9              | 0              | 3              | 12             | 289            | 115            | 4       | 0       | 4       | 94      | 24      | Campioni         | Angels Pesaro       |
| 1986     | 9              | 1              | 0              | 10             | 338            | 29             | 1       | 1       | 2       | 71      | 41      | Quarti di finale | Angels Pesaro       |
| 1987     | 10             | 1              | 1              | 12             | 356            | 69             | 2       | 1       | 3       | 79      | 33      | Semifinale       | Seamen Milano       |
| 1988     | 12             | 0              | 0              | 12             | 353            | 47             | 2       | 1       | 3       | 84      | 40      | Semifinale       | Frogs Legnano       |
| 2008     | 5              | 0              | 5              | 10             | 264            | 292            | -       | -       | -       | -       | -       | -                | -                   |
| 2009     | 2              | 0              | 7              | 9              | 154            | 269            | -       | -       | -       | -       | -       | -                | -                   |
| 2011     | 0              | 0              | 9              | 9              | 95             | 447            | -       | -       | -       | -       | -       | -                | -                   |
| 2012     | 0              | 0              | 11             | 11             | 180            | 540            | -       | -       | -       | -       | -       | -                | -                   |
| Totale   | 55             | 3              | 47             | 105            | 2374           | 2128           | 10      | 4       | 14      | 367     | 178     |                  |                     |

Fonte: Enciclopedia del Football - A cura di Roberto Mezzetti

##### Nine League/Arena League/CIF9/Terza Divisione
| Stagione | regular season | regular season | regular season | regular season | regular season | regular season | playoff | playoff | playoff | playoff | playoff | playoff              | playoff           |
|          | Vin            | Par            | Per            | Tot            | PF             | PS             | Vin     | Per     | Tot     | PF      | PS      | risultato            | avversaria        |
| -------- | -------------- | -------------- | -------------- | -------------- | -------------- | -------------- | ------- | ------- | ------- | ------- | ------- | -------------------- | ----------------- |
| 2008     | 0              | 0              | 8              | 8              | 12             | 358            | -       | -       | -       | -       | -       | -                    | -                 |
| 2009     | 0              | 0              | 6              | 6              | 0              | 48             | -       | -       | -       | -       | -       | -                    | -                 |
| 2010     | 4              | 0              | 2              | 6              | 166            | 139            | 0       | 1       | 1       | 8       | 46      | Wild Card            | Islanders Venezia |
| 2014     | 0              | 0              | 6              | 6              | 45             | 222            | -       | -       | -       | -       | -       | -                    | -                 |
| 2017     | 0              | 0              | 6              | 6              | 6              | 159            | -       | -       | -       | -       | -       | -                    | -                 |
| 2018     | 1              | 0              | 5              | 6              | 38             | 170            | -       | -       | -       | -       | -       | -                    | -                 |
| 2019     | 1              | 0              | 5              | 6              | 81             | 186            | -       | -       | -       | -       | -       | -                    | -                 |
| 2021     | 2              | 0              | 2              | 4              | 58             | 73             | 0       | 1       | 1       | 0       | 44      | Quarti di Conference | Leoni Basiliano   |
| Totale   | 8              | 0              | 40             | 48             | 406            | 1355           | 0       | 2       | 2       | 8       | 90      |                      |                   |

Fonte: Enciclopedia del Football - A cura di Roberto Mezzetti

### Tornei internazionali

#### European Football League (1986-2013)
| Stagione | regular season | regular season | regular season | regular season | regular season | regular season | playoff | playoff | playoff | playoff | playoff | playoff   | playoff      |
|          | Vin            | Par            | Per            | Tot            | PF             | PS             | Vin     | Per     | Tot     | PF      | PS      | risultato | avversaria   |
| -------- | -------------- | -------------- | -------------- | -------------- | -------------- | -------------- | ------- | ------- | ------- | ------- | ------- | --------- | ------------ |
| 1986     | -              | -              | -              | -              | -              | -              | 2       | 1       | 3       | 100     | 27      | Eurobowl  | Vantaan TAFT |
| Totale   | -              | -              | -              | -              | -              | -              | 2       | 1       | 3       | 100     | 27      |           |              |

Fonti: Enciclopedia del Football - A cura di Roberto Mezzetti

#### EFAF Cup
| Stagione | regular season | regular season | regular season | regular season | regular season | regular season | playoff | playoff | playoff | playoff | playoff | playoff    | playoff                  |
|          | Vin            | Par            | Per            | Tot            | PF             | PS             | Vin     | Per     | Tot     | PF      | PS      | risultato  | avversaria               |
| -------- | -------------- | -------------- | -------------- | -------------- | -------------- | -------------- | ------- | ------- | ------- | ------- | ------- | ---------- | ------------------------ |
| 2009     | 2              | 0              | 0              | 2              | 23             | 19             | 0       | 1       | 1       | 7       | 43      | Semifinale | Black Panthers de Thonon |
| Totale   | 2              | 0              | 0              | 2              | 23             | 19             | 0       | 1       | 1       | 7       | 43      |            |                          |

Fonti: Enciclopedia del Football - A cura di Roberto Mezzetti

#### EFAF Challenge Cup
| Stagione | regular season | regular season | regular season | regular season | regular season | regular season | playoff | playoff | playoff | playoff | playoff | playoff   | playoff    |
|          | Vin            | Par            | Per            | Tot            | PF             | PS             | Vin     | Per     | Tot     | PF      | PS      | risultato | avversaria |
| -------- | -------------- | -------------- | -------------- | -------------- | -------------- | -------------- | ------- | ------- | ------- | ------- | ------- | --------- | ---------- |
| 2010     | 0              | 0              | 2              | 2              | 0              | 70             | -       | -       | -       | -       | -       | -         | -          |
| Totale   | 0              | 0              | 2              | 2              | 0              | 70             | -       | -       | -       | -       | -       |           |            |

Fonti: Enciclopedia del Football - A cura di Roberto Mezzetti

## Palmarès
- 1 Superbowl italiano: 1985
- 1 Youth Bowl (Campioni d'Italia under 21): 1986

## MVP
- Garry Pearson, MVP del V Superbowl italiano